# Труцци, Вильямс Жижеттович
Ви́льямс Жиже́ттович Тру́цци (итал. Williams Truzzi; 28 июля 1889 — 4 октября 1931, Ленинград) — советский цирковой артист, дрессировщик и цирковой администратор.

## Биография
Происходил из российской цирковой семьи с итальянскими корнями: его дед Максимилиано приехал в Россию в 1880 году по приглашению Альберта Вильгельмовича Саламонского, остался в стране и со временем открыл собственный цирк. Его отец Жижетто также был цирковым актёром, наездником и руководителем «Цирка братьев Труцци».
С раннего детства Вильямс проводил всё свободное время в цирке и наблюдал за репетициями актёров. Когда ему было девять лет, отец подарил ему двух пони, с которыми он мог бы разучивать собственные номера. В десятилетнем возрасте во время гастролей в Тифлисе Вильямс впервые сам вышел на арену. С четырнадцати лет он работал на цирковой конюшне, начав с простого чернорабочего и дослужившись до берейтора. Одновременно Вильямс стал заниматься дрессировкой лошадей и через несколько лет достиг в этом больших успехов. К шестнадцати годам подготовил собственный номер с шестёркой лошадей и выступал с ними. В семнадцать подготовил номер «высшей школы» верховой езды под руководством известной наездницы Ольги Гверреры. В 1910 году в Одессе в отцовский цирк поступил на работу укротитель слонов Филадельфо, однако через несколько месяцев он уволился, а перед увольнением продал Жижетто своих слонов. Тот предложил Вильямсу попробовать подрессировать ставших бесхозными слонов, результатом чего был появившийся через несколько месяцев новый номер с четырьмя индийскими слонами и лошадьми. Труцци два года выступал с этим номером по провинциальным циркам, а в 1912 году был приглашён петербургским цирком «Модерн».
Октябрьская революция 1917 года застала Труцци в Одессе. Начавшаяся следом Гражданская война и вызванные её бытовые проблемы серьёзно повлияли и на цирк, в котором выступал Вильямс Жижеттович — значительная часть труппы разбежалась, из-за недостатка питания начали умирать слоны. Труцци был подданным Итальянского королевства и мог покинуть страну, но решил остаться. Зарабатывал извозом, используя своих цирковых лошадей в качестве обычного тяглового средства. После занятия города большевиками вступил добровольцем в кавалерию Рабоче-крестьянской Красной армии.
После демобилизации вернулся в цирк, занимался его восстановлением после Гражданской войны. Сперва был руководителем Севастопольского цирка, с 1921 по 1924 год — художественным руководителем Московского цирка, с 1924 по 1925 год — директором Ленинградского цирка, с 1927 по 1929 год — арт-директором Центрального управления государственных цирков СССР.
Занимаясь административной работой, Вильямс Труцци не оставлял и работу творческую. В 1920-е годы им было поставлено несколько значительных цирковых представлений, среди которых «Гирлянды», «Ковбой из Техаса», «Арена Юлия Цезаря», которые характеризовались красочностью и чёткостью режиссуры и исполнения всех трюков. Он также был автором нескольких цирковых номеров, в которых лошади изображали людей и пользовались различными бытовыми предметами — «Лошадь-артиллерист», «Лошадь в ресторане», «Лошадь в кровати». Во время работы Труцци в Московским и Ленинградском цирках он поставил несколько спектаклей-пантомим на восточные мотивы — «Тысяча и одна ночь» (1922), «Рыцарь золотого льва» (1923). С 1925 по 1927 год цирковая труппа под руководством Вильямса Труцци провела с большим успехом грандиозное турне по странам Западной Европы. Вернувшись в СССР, Труцци продолжил режиссёрскую деятельность, поставив пантомиму «Карнавал в Гренаде», задуманную во время его гастролей в Испании. В 1929 году им была поставлена на арене первая в истории советского цирка водная пантомима «Чёрный пират» (1929). Незадолго до своей смерти в 1931 году дрессировщик представил вниманию публики первую цирковую пантомиму на историко-революционную тем «Махновщина», включавшую в себя также диалоги действующих лиц, что было в новинку для цирковых представлений. Пантомима состояла из трёх действий: «Нападения махновцев на железнодорожную станцию», «Гуляй-поле», «Взрыв моста».
Во время репетиции «Махновщины» на арене Ленинградского цирка произошёл трагический эпизод: один из актёров, находясь в воде, упал с лошади и при этом запутался в стременах. Труцци бросился спасать обоих, промок в холодной воде, но затем не стал останавливать репетицию даже для того, чтобы просто переодеться. Переохлаждение привело к серьёзной простуде, а та в свою очередь — к туберкулёзу. Лечение, в том числе и за границей, оказалось безуспешным, и 4 октября 1931 года Вильямс Жижеттович Труцци скончался в Ленинграде. Он был похоронен на Волковском кладбище этого города.

## Семья
Вильямс Труцци был женат на Эмме Яковлевне (1898—?), также цирковой артистке, наезднице и дрессировщице лошадей. У пары было двое детей: Иоланта (1920—?) и Жижетто-младший (1922—?), оба стали жонглёрами.